# New York Film Critics Online Awards 2015
15. ročník předávání cen New York Film Critics Online se konal dne 6. prosince 2015.

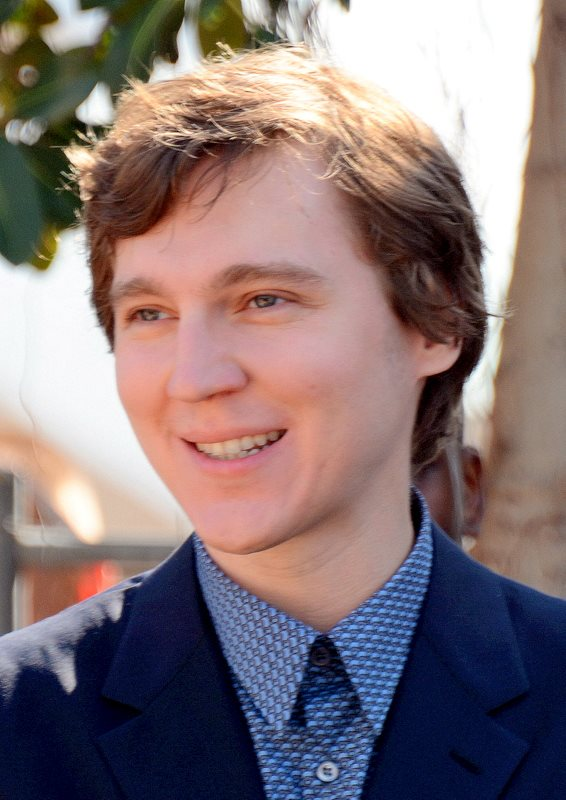
Paul Dano vítěz v kategorii nejlepší herec v hlavní roli

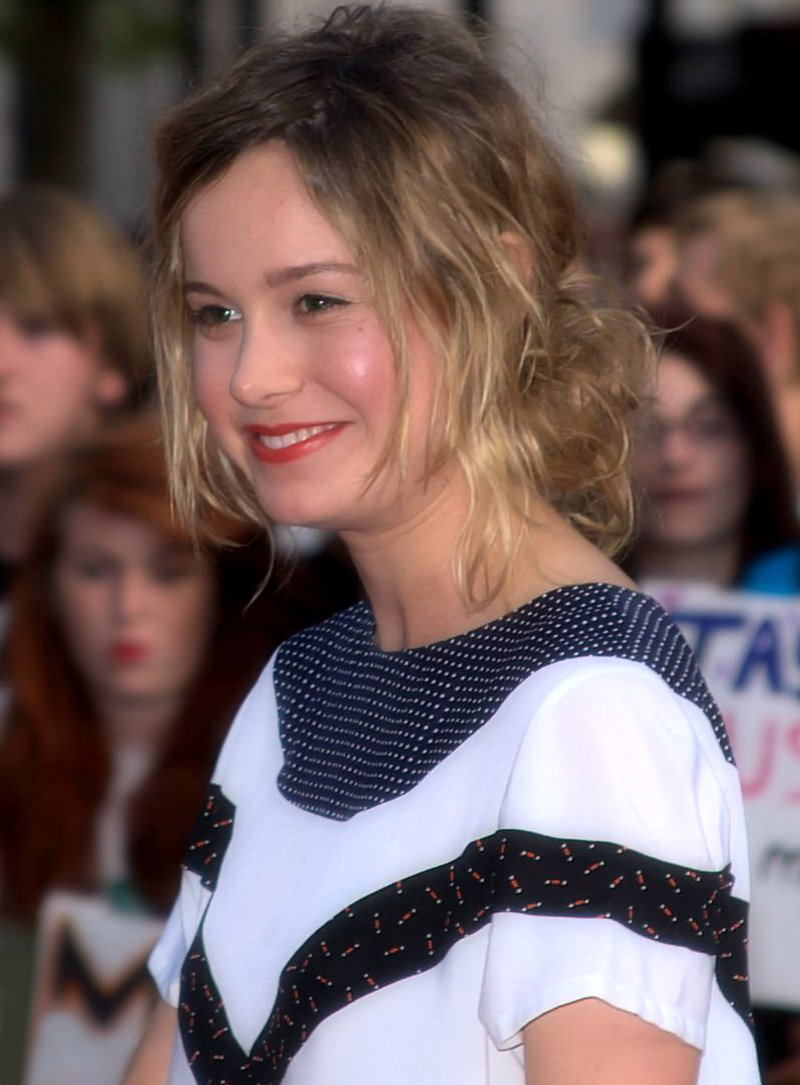
Brie Larson vítězka v kategorii nejlepší herečka v hlavní roli

## Nejlepších deset filmů
- Spotlight

- 45 let
- Sázka na nejistotu
- Most špionů
- Brooklyn
- Carol
- Šílený Max: Zběsilá cesta
- Sicario: Nájemný vrah
- Steve Jobs
- Trumbo

## Vítězové

### Nejlepší film
- Spotlight

### Nejlepší režisér
- Tom McCarthy – Spotlight

### Nejlepší první film
- Alex Garland – Ex Machina

### Nejlepší scénář
- Tom McCarthy a Josh Singer – Spotlight

### Nejlepší herec v hlavní roli
- Paul Dano – Love & Mercy

### Nejlepší herečka v hlavní roli
- Brie Larson – Room

### Nejlepší herec ve vedlejší roli
- Mark Rylance – Most špionů

### Nejlepší herečka ve vedlejší roli
- Rooney Mara – Carol

### Nejlepší dokument
- Amy

### Nejlepší cizojazyčný film
- Saulův syn

### Nejlepší animovaný film
- V hlavě

### Nejlepší kamera
- John Seale – Šílený Max: Zběsilá cesta

### Objev roku
- Alicia Vikander – Dánská dívka a Ex Machina

### Nejlepší obsazení
- Spotlight